# Blu elettrico
Il blu elettrico è la rappresentazione del colore del lampo. Prende il nome dal bagliore di aria ionizzata prodotto da scariche elettriche.
Il blu elettrico era in voga negli anni 1890. La prima volta che fu utilizzato il nome "blu elettrico" per riferirsi a tale colore risale al 1884.

## Il blu elettrico in natura
Tra i crostacei ritroviamo il blu elettrico nel gambero d'acqua dolce Procambarus alleni, presente in Florida.
Tra i rettili vi è il Lygodactylus williamsi comunemente noto come "Geco blu elettrico", scoperto per la prima volta dal biologo William negli anni 50. Questa specie vive esclusivamente nella foresta Kimboza, in Tanzania. Il suo habitat si sta restringendo a causa  del processo di deforestazione in atto.

## Il blu elettrico nella cultura
Il blu elettrico è la gradazione del colore usato per la base della bandiera dell'Europa.
In astrologia il blu elettrico è associato al segno zodiacale dell'Aquario.
In ambito erotico invece è possibile rilevare che Electric Blue è il titolo di una serie televisiva britannica trasmessa negli anni 80 e 90 su Playboy TV. Ancora, Electric Blue 28 è un film pornografico del 1985 con Traci Lords. Esiste anche il Club Electric Blue, uno strip club sito nel quartiere Patpong di Bangkok, in Thailandia.
Il blu elettrico è stato preso in considerazione anche in ambito musicale: Electric Blue è una canzone del 1987 pubblicata dal gruppo musicale australiano Icehouse e scritta insieme a John Oates; Electric/Blue è un album fusion del 1997 di Joe Deninzon; Electric Blue è anche il titolo del primo album da solista di Andy Bell degli Erasure, pubblicato il 3 ottobre 2005; Blu elettrico, infine, è un brano del 1996 dell'album I Love Jazz di Sergio Caputo.